# Nomindra fisheri
Nomindra fisheri is een spinnensoort in de taxonomische indeling van de Prodidomidae.
Het dier behoort tot het geslacht Nomindra. De wetenschappelijke naam van de soort werd voor het eerst geldig gepubliceerd in 2006 door Norman I. Platnick & Barbara Baehr.